# Dichostereum ramulosum
Dichostereum ramulosum är en svampart som först beskrevs av Boidin & Lanq., och fick sitt nu gällande namn av Boidin & Lanq. 1977. Dichostereum ramulosum ingår i släktet Dichostereum och familjen Lachnocladiaceae.   Inga underarter finns listade i Catalogue of Life.